# Julius Stratton
Julius Adams Stratton (* 18. Mai 1901 in Seattle, Washington; † 22. Juli 1994 in Boston, Massachusetts) war ein US-amerikanischer Elektroingenieur und Physiker und Präsident des Massachusetts Institute of Technology (MIT).

## Leben und Werk
Stratton besuchte als Junge einige Zeit die Schule in Dresden und Berlin, wo seine Familie zu der Zeit lebte. Als Jugendlicher war er ein begeisterter Radiobastler und fuhr eine Weile als Funker auf Schiffen bis nach China. Er studierte an der University of Washington und am MIT, an dem er 1923 seinen Bachelor-Abschluss  und 1926 seinen Master-Abschluss als Elektroingenieur machte. Danach setzte er sein Studium an der ETH Zürich fort, an der er 1928 bei Peter Debye promoviert wurde. Er wurde danach zunächst Assistenzprofessor für Elektrotechnik am MIT, wechselte aber 1930 zur Physik, wurde 1935 Associate Professor und 1941 Professor. Er war 1959 bis 1966 Präsident des MIT, nachdem er schon 1949 erster Provost des MIT, 1951 Vizepräsident und 1956 Kanzler war.
Im Zweiten Weltkrieg war er an der Entwicklung von LORAN am Radiation Laboratory des MIT beteiligt, einem globalen Funksystem zur Positionsbestimmung. Er initiierte die Entwicklung des Systems als Berater höchster Regierungsstellen und besuchte zu diesem Zweck Island, Grönland und Labrador. Er war auch Berater bei der Verwendung von Radar in Bombern und bei der Landung in der Normandie. 1946 erhielt er für diese Tätigkeit die Medal of Merit.
1966 bis 1971 stand er der Ford Foundation vor. 1967 bis 1969 war er Vorsitzender einer nationalen US-Kommission zur Ozeanographie, genannt die Stratton-Kommission, die einen einflussreichen Report (Out Nation and the Sea) veröffentlichte. Als Folge wurde die National Oceanic and Atmospheric Agency gegründet. 1956 bis 1962 und 1964 bis 1967 war er im National Science Board.
Stratton ist Verfasser eines seinerzeit verbreiteten Lehrbuchs der Elektrodynamik. Er war eines der Gründungsmitglieder der National Academy of Engineering.
1957 erhielt er die IEEE Medal of Honor und 1961 die Faraday-Medaille (IEE). 1950 wurde er Mitglied der National Academy of Sciences. Er war Fellow der American Academy of Arts and Sciences, der American Association for the Advancement of Science und der American Physical Society sowie IEEE Fellow. Er war verheiratet und hatte drei Töchter.

## Mitgliedschaften
1946 wurde Stratton in die American Academy of Arts and Sciences und 1956 in die American Philosophical Society gewählt.

## Schriften
- Electromagnetic Theory, McGraw Hill 1941
- mit Philip Morse, L. J. Chu, R. A. Hutner: Elliptic Cylinder and Spheroidal Wave Functions, 1941
- mit Morse, Chu, J. D. C. Little, F. J. Corbato: Spheroidal Wave Functions, 1956
- Science and the Educated Man: Selected Speeches of Julius A. Stratton, MIT Press 1966